# Chasseneuil-sur-Bonnieure
Chasseneuil-sur-Bonnieure är en kommun i departementet Charente i regionen Nouvelle-Aquitaine i västra Frankrike. Kommunen ligger  i kantonen Saint-Claud som ligger i arrondissementet Confolens. År 2022 hade Chasseneuil-sur-Bonnieure 3 103 invånare.

## Befolkningsutveckling
Antalet invånare i kommunen Chasseneuil-sur-Bonnieure
Referens:INSEE